# Devi Singh (zapaśnik)
Devi Singh (ur. w 1926) – indyjski zapaśnik walczący w stylu wolnym. Olimpijczyk z Melbourne 1956, gdzie zajął jedenaste miejsce w kategorii do 73 kg.

## Letnie Igrzyska Olimpijskie 1956
| Konkurencja      | Rundy eliminacyjne   | Rundy eliminacyjne   | Klas. końcowa |
| Konkurencja      | Przeciwnik I         | Przeciwnik II        | Miejsce       |
| ---------------- | -------------------- | -------------------- | ------------- |
| 73 kg styl wolny | Nabi Sorouri (IRI) P | Mitsuo Ikeda (JPN) P | 11.           |